# Cawthorne, North Yorkshire
Cawthorne är en by i civil parish Cropton, i kommunen North Yorkshire, i grevskapet North Yorkshire, i England. Byn är belägen 17 km från Malton. Cawthorn var en civil parish 1866–1986 när blev den en del av Cropton. Civil parish hade 15 invånare år 1961. Byn nämndes i Domedagsboken (Domesday Book) år 1086, och kallades då Caltorn/Caltorna/Caltorne.